# Paul Kingsman
Paul Kingsman (Auckland, 15 giugno 1967) è un ex nuotatore neozelandese.
Specializzato nel dorso, ha vinto la medaglia di bronzo nei 200m dorso alle olimpiadi di Seoul 1988.

## Palmarès
- Giochi olimpici

Seoul 1988: bronzo nei 200m do.
- Giochi PanPacifici

1987 - Brisbane: bronzo nei 100m dorso.
1989 - Tokyo: bronzo nei 200m dorso.